# Brachyglenis esthema
Brachyglenis esthema är en fjärilsart som beskrevs av Felder 1862. Brachyglenis esthema ingår i släktet Brachyglenis och familjen Riodinidae. Inga underarter finns listade i Catalogue of Life.